# Aranyvállú szajáka
Az aranyvállú szajáka (Thraupis ornata) a madarak osztályának verébalakúak (Passeriformes) rendjébe és a tangarafélék (Thraupidae) családjába tartozó faj.

## Rendszerezése
A fajt Anders Sparrman svéd zoológus és ornitológus írta le 1789-ben, a Tanagra nembe Tanagra ornata néven. Sorolják a Tangara nembe Tangara ornata néven is.

## Előfordulása
Dél-Amerikában, Brazília keleti részén honos. Természetes élőhelyei a szubtrópusi és trópusi síkvidéki és hegyi esőerdők, valamint másodlagos erdők. Állandó, nem vonuló faj.

## Megjelenése
Testhossza 18 centiméter.
|  |

## Természetvédelmi helyzete
Az elterjedési területe nagyon nagy, egyedszáma pedig stabil. A Természetvédelmi Világszövetség Vörös listáján nem fenyegetett fajként szerepel.